# Huttonaea grandiflora
Huttonaea grandiflora là một loài thực vật có hoa trong họ Lan. Loài này được (Schltr.) Rolfe mô tả khoa học đầu tiên năm 1912.